# لئوپولد کلابوتس
لئوپولد کلابوتس (انگلیسی: Léopold Clabots؛ زادهٔ ۱۲ مارس ۱۸۹۳ - درگذشت نامشخص) ژیمناست هنری اهل بلژیک بود.